# Campamento romano de El Cincho

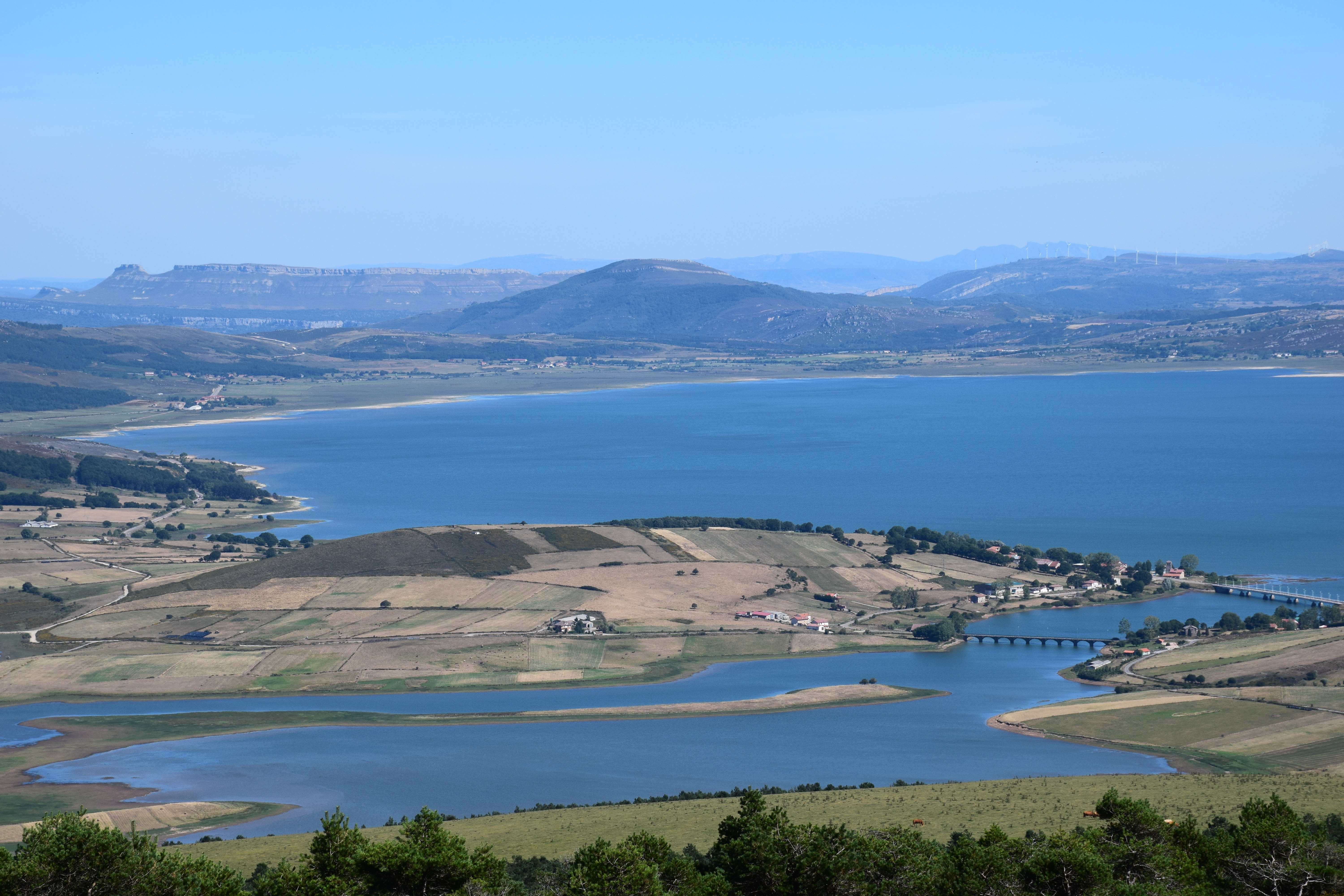
Campamento romano de El Cinchu, visto desde el pico del Oteru.

El campamento romano de El Cincho, se encuentra próximo a La Población, en el término municipal de Campoo de Yuso (Cantabria, España).

## Localización
La fortificación se localiza a unos 500 m al norte, del núcleo de La Población de Yuso (Campoo de Yuso), en torno a la cota máxima de 924 m, en el lugar conocido como El Cincho en la zona más amplia y abierta de la cubeta campurriana, al extremo de La Rasa, allí donde Campoo se aproxima a la profunda hoz del río Nela (Valdeporres) y a las alturas de la divisoria (Mediajo Frío y El Escudo). Se trata de una loma destinado a pastos, cercados que domina visualmente la gran llanada de La Vilga, hoy anegada por el Embalse del Ebro . El topónimo que da nombre al cerro, y ahora al yacimiento, "El Cincho", proviene por evolución del latino cingulum, con sentido aquí de cinturón amurallado en torno a la cima.

## Situación estratégica
El campamento, está localizado en la cima de un cerro de situación estratégica desde el punto de vista militar. El cerro fue elegido por las legiones de Roma para establecerse durante alguna de las ofensivas inmediatamente posteriores al año 27 a. C.
También se ha testimoniado, un emplazamiento atrincherado del ejército y las milicias republicanas de la guerra civil española, percibiéndose hasta tres líneas de trincheras en zig-zag situadas al este de la cota y dominando la carretera de Reinosa que vá hacia Corconte y Burgos, por donde finalmente se produjo la ofensiva contra la posición.

## Características
Concretamente tenemos en El Cincho, por un lado, los restos de un muro (agger) y foso (fossa) perimetrales que encierra un recinto de ocupación, con esquinas redondeadas, con un muro de similares características que divide el área de asentamiento y refuerza las estructuras de defensa, y una serie de amontonamientos y alineamientos de piedra sin trabajar en el sector oeste del yacimiento. 
En el amurallamiento externo se localizan dos claros accesos al recinto a través de puertas en clavícula (especialmente espectacular es la puerta norte) y otro posible del mismo tipo, la construcción rodea el cerro en torno a la cota de 905 metros y alcanza un perímetro de unos 1.510 metros, extendiéndose 528 metros de norte a sur y 330 metros de este a oeste, en sus longitudes máximas; se percibe, en su mayor parte, como un gran alomamiento de derrumbe que, en su lado oeste, alcanza hasta los 4,50 metros de anchura, con afloramiento de piedra local sin huellas de trabajo en muchas zonas de su perímetro, y un foso más o menos colmatado en torno al mismo.
El contorno del campamento, bien delimitado y documentado,encierra, 152.000 metros cuadrados, el área de ocupación propiamente, da una idea de la importancia del mismo; revela una planta subrectangular con tres de las esquinas redondeadas y la restante adaptada al terreno con el fin de evitar una vaguada, al sureste, que quedaría batida desde el altozano inmediato.

## Conservación
La zona peor conservada de esta gran estructura es la meridional, ya que las labores de pratificación de este último siglo han arrasado la muralla y rellenado todavía más el foso. Aun así se puede apreciar, lo que es más peculiar, la existencia posible del hasta tres líneas de murallas distantes entre sí unos diez metros. Teniendo en cuenta que este es la zona de peores condiciones naturales para la defensa, la existencia, aún por comprobar, de las mismas no resultaría extraña. En el circuito se aprecian ciertas discontinuidades que son compatibles con accesos o puertas. Una, que no ofrece dudas, por el lado norte, aproximadamente en el centro de este frente amurallado; otras tres, muy próximas entre sí las más septentrionales, por la zona de sierra comunal en su lado oeste, y otras dos por el este, de las cuales la más septentrional parece más claramente una puerta. Tres de ellas disponen de dispositivo de "calviculae". En concreto dos de entre las situadas al oeste y la puerta del lado norte. Al tiempo existe otro amurallamiento con foso que divide el interior del recinto, también con esquinas redondeadas, que enlaza las puertas más septentrionales de los lados este y oeste. Este muro, menos destacado en superficie actualmente que el recinto exterior, se reconoce por su correspondiente alomamiento y se acompaña de un posible foso en todo su recorrido por su lado norte. El recinto norte, el cerrado por este muro y foso, encierra unos 59.000 metros cuadrados, lo que deja unos 93.000 metros cuadrados de extensión para el recinto principal situado en la parte alta del cerro. 

## Sondeos arqueológicos
Los diversos sondeos arqueológicos han permitido constatar el tipo de estructura defensiva de este emplazamiento romano. De dentro afuera, un pasillo de ronda -"verna"- con suelo de tierra pisada que formaría parte del "intervallum" situado entre la empalizada y las primeras tiendas del campamento; el "vallum" o base de piedra sobre la que sustentar la empalizada, arrasada por los mismos soldados romanos y por los combatientes de la guerra civil después, consistentes en una base levantada por amontonamiento de piedra seca irregular y sin trabajar, sobre el "agger" levantado con la tierra extraída de los fosos, la "fossa", de 0,90 metros de ancha por 0,60 metros de profundidad, y un probable "contra-agger" exterior formado con tierra y piedra poco apreciable hoy. 

## La empalizada
Desde el inicio de la base del "vallum", sobre el que presumiblemente se levantaría la empalizada defensiva, hasta el "contra-agger" las estructuras tiene unos 7 metros de desarrollo, de los que 3 serían propiamente el "agger", sobre el que la base de la empalizada parece que apenas tenía 1,5 metros de anchura, algo más de 1 metro de rampa y entre 0,90 metros el foso del muro exterior y 1,30 metros el del muro interno. 

## Desniveles
El desnivel actual entre el fondo de estos fosos y la base del vallado es de 2 metros en el muro interior y de algo más, 2,25 metros, en el exterior. Pero este, sin duda, no sería el desnivel originario, ya que los arrasamientos posteriores ya señalados permiten suponer que la diferencia fue bastante mayor. La diferencia de altura entre la base y la cima del "agger", debiéndose tener en cuenta que el "vallum" ha sido arrasado por diversas causas, es de 1,70 metros en el amurallamiento exterior y de 1,30 metros en el muro interno. 